# Утай Тани
Утай Тани е една от 76-те провинции на Тайланд. Столицата ѝ е едноименния град Утай Тани. Населението на провинцията е 304 122 жители (2000 г. – 66-а по население), а площта 6730,2 кв. км (30-а по площ). Намира се в часова зона UTC+7. Разделена е на 8 района, които са разделени на 70 общини и 642 села.